# Глазово (Асекеєвський район)
Гла́зово (рос. Глазово) — селище у складі Асекеєвського району Оренбурзької області, Росія.

## Населення
Населення — 23 особи (2010; 114 у 2002).
Національний склад (станом на 2002 рік):
- казахи — 61 %